# Laurien Willemse
Laura Eveline "Laurien" Willemse, née le 26 mars 1962 à Haarlem, est une ancienne joueuse de hockey sur gazon néerlandaise. Elle est médaillée d'or lors des Jeux de 1984 et de bronze à ceux de 1988.

## Biographie
Laurien Willemse fait partie de l'équipe nationale féminine médaillée d'or lors des Jeux olympiques d'été de 1984 puis médaillée de bronze quatre ans plus tard à Séoul.

## Palmarès

### Jeux olympiques
- médaille d'or du tournoi féminin en 1984 à Los Angeles,  États-Unis
- médaille de bronze du tournoi féminin en 1988 à Séoul,  Corée du Sud